# Čeplje, Vransko
Čeplje so naselje v Občini Vransko.